# Vrakhassi

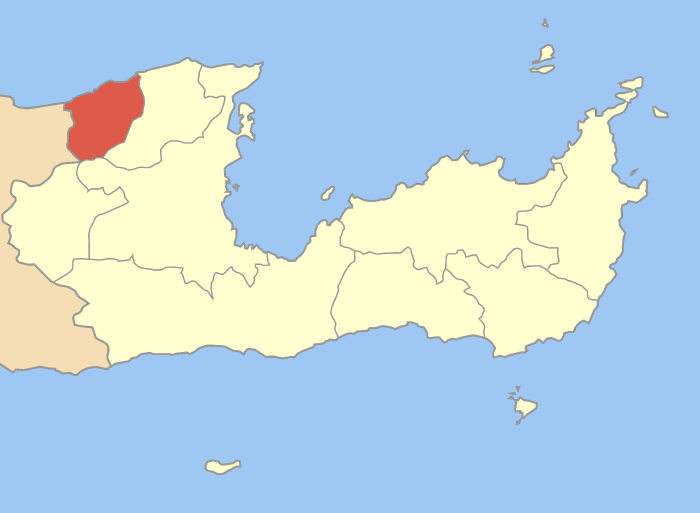
La comunitat de Vrakhassi a la prefectura de Lassithi

Vrakhassi (grec Βραχασι, normalment transliterat Vrachasi) és una comunitat a l'illa grega de Creta, a la prefectura de Lassithi.